# Список национальных парков Мадагаскара
Сеть особо охраняемых природных территорий Мадагаскара управляется Ассоциацией национальных парков Мадагаскара (АНПМ). Сеть включает три типа охраняемых территорий: 5 природных заповедников (категория Ia, IUCN), 21 национальный парк (категория II, IUCN), 20 заказников (категория IV, IUCN) и 8 участков устойчивого природоиспользования (категория VI, IUCN). Ещё 5 территорий в IUCN не включены.
Всего на Мадагаскаре насчитывается 59 охранняемых территорий, занимающих 17 553 км2 суши (2,95 %) и 4558 км2 моря (0,38 %).

## Всемирное наследие
В 2007 шесть национальных парков Мадагаскара вошли во Всемирное наследие ЮНЕСКО под названием Влажные тропические леса Ацинананы: Марудзедзи, Масуала, Раномафана, Захамена, Андухахела и Андрингитра.

## Список особо охраняемых природных территорий управляемых АНПМ

### Природные заповедники
- Цинги-де-Бемараха
- Бетампуни (заповедник)
- Лукубе (заповедник)
- Царатанана (заповедник)
- Захамена (заповедник)
- Цинги-де-Намурука (заповедник)

### Национальные парки
- Монтань-д’Амбр (национальный парк)
- Андухахелу (национальный парк)
- Андрингитра (национальный парк)
- Анкарафанцика (национальный парк)
- Анкарана (заповедник)
- en:Baie de Baly National Park
- Цинги-де-Бемараха (национальный парк)
- Национальный парк Исалу
- Киринди (национальный парк)
- Мананара (национальный парк)
- Андасибе-Мантадиа (национальный парк)
- Марудзедзи (национальный парк)
- Масуала (национальный парк), включая национальный парк Нуси-Мангабе
- Мидунги
- Раномафана (национальный парк)
- Сахамалаза (национальный парк) (морской парк)
- Циманампецуца (национальный парк)
- Захамена (национальный парк)
- Зумбице-Вухибасиа (национальный парк)

### Заказники
- en:Ambatovaky Reserve
- en:Amber Forest Reserve
- en:Ambohijanahary Reserve
- en:Ambohitantely Reserve
- Аналамацуатра (заповедник) (Перинет)
- en:Analamerana Reserve
- en:Andranomena Reserve
- en:Anjanaharibe-Sud Reserve
- en:Bemarivo Reserve
- en:Beza Mahafaly Reserve
- en:Bora Reserve
- en:Cap Saint Marie Reserve
- en:Pic d'Ivohibe Reserve
- en:Kalambatritra Reserve
- en:Kasijy Reserve
- en:Mangerivola Reserve
- en:Maningoza Reserve
- «Манумбу»
- en:Manongarivo Reserve
- en:Marotandrano Reserve
- en:Tampoketsa Analamaitso Reserve

### Частные заповедники
- Беренти (заповедник)